# Beaumont-du-Périgord
Beaumont-du-Périgord è un comune francese soppresso e frazione del dipartimento della Dordogna nella regione della Nuova Aquitania. Dal 1º gennaio 2016 si è fuso con i comuni di Labouquerie, Nojals-et-Clotte e Sainte-Sabine-Born per formare il nuovo comune di Beaumontois-en-Périgord.

## Società

### Evoluzione demografica
Abitanti censiti

## Amministrazione

### Gemellaggi
- Rhinau